# Albert Gottschalk
Pour les articles homonymes, voir Gottschalk.
Albert Gottschalk (né le 3 juillet 1866, mort le 13 février 1906) est un peintre danois. Il est né à Stege en 1866 mais a surtout vécu à Copenhague. Il est proche, personnellement et artistiquement, des poètes Johannes Jørgensen, Viggo Stuckenberg et Sophus Claussen.
Gottschalk est inspiré par le peintre danois Peder Severin Krøyer aussi bien que par l'art français. Gottschalk est ambitieux, techniquement habile, et il travaille longtemps avec ses motifs dans ses pensées avant la réalisation de la peinture sur la toile. Il recherche ses motifs au Danemark à bicyclette, et il les trouvent souvent près de Copenhague. Ses peintures ressemblent à des croquis rapides, ce qui n'est pas bien vu en son temps. Mais aujourd'hui on trouve ses travaux plus animés et plus durables que l'autre art de cette époque.

## Représentations
- Statens Museum for Kunst, Copenhague, Danemark
- Hirsprungske Samling, Copenhague, Danemark

## Littérature
- Nørregård-Nielsen, Hans Edvard. Dansk Kunst, Gyldendal, 3.udg 2.opl pp. 296–299